# Hoge Commissaris voor Sicilië
De Hoge Commissaris voor Sicilië was een Italiaans regeringsambtenaar van 1944 tot 1947. 
Het Hoog Commissariaat voor Sicilië werd opgericht tijdens de Tweede Wereldoorlog toen Italië nog een koninkrijk was: bij koninklijk decreet n° 91 op 18 maart 1944. Bij de overgang van koninkrijk naar republiek (1946) bleef het ambt bestaan. Het hield op bij de eerste regionale verkiezingen op Sicilië die plaats vonden op 20 april 1947.

## Ontstaan

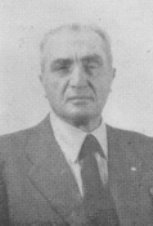
Francesco Musotto, eerste Hoge Commissaris voor Sicilië

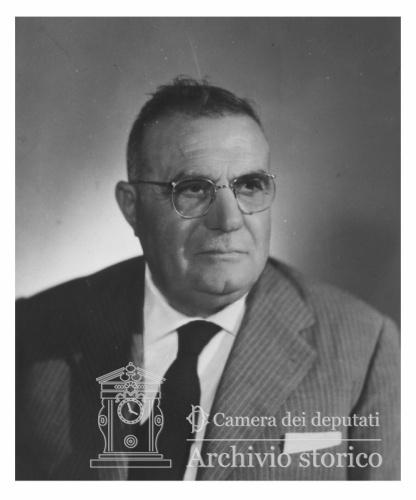
Salvatore Aldisio, tweede Hoge Commissaris

Na de Geallieerde landing op Sicilië, Operatie Husky genoemd, in juli 1943, bezetten de Geallieerden op enkele weken het hele eiland. Zij installeerden een militaire regering. De naam was AMGOT of Allied Military Government of Occupied Territories. Aan het hoofd stond generaal Francis Rennell Rodd, een Brit; zijn adjunct was de Amerikaanse kolonel Charles Poletti die specifiek belast was met burgerzaken. Deze situatie bleef bestaan na het vredesbestand van 8 september 1943, ondertekend in Cassibile, een wijk van Palermo. Het AMGOT benoemde de negen prefecten van het eiland alsook de burgemeester van Palermo Lucio Tasca. 
Op 11 februari 1944 droeg AMGOT het overheidsgezag over aan wat er nog restte van het koninkrijk Italië: de rompstaat in Zuid-Italië.  Koning Victor Emanuel III en premier maarschalk Badoglio formaliseerden het bestuur op Sicilië met een koninklijk decreet op 18 maart 1944. Hierin richtten zij het Hoog Commissariaat voor Sicilië op. Een ceremonie van overdracht van de macht vond plaats in Palermo. Namens de Geallieerden was er kolonel Charles Poletti en namens de Italianen Vito Reale, minister van Binnenlandse Zaken.
De Hoge Commissaris en het Hoog Commissariaat hadden hun kantoren in het Palazzo d'Orléans in Palermo.

## Taken
De Hoge Commissaris werd bijgestaan door de Hoog Commissariaatsraad, een adviesraad bestaande uit zes leden aangesteld door de Koninklijke Regering.
Over het hele grondgebied van Sicilië had de Hoge Commissaris de volgende taken:
- Toezicht op de overheidsadministraties, zowel de burgerlijke, rechterlijke als militaire instanties. Toezicht op alle agentschappen en instellingen die van publieke aard zijn.
- Coördinatie van het werk van de prefecten en de burgerlijke besturen.
- Deelname aan de Ministerraad wanneer er Siciliaanse onderwerpen behandeld werden, en dit enkel adviserend. Hij woonde de deliberaties in de Ministerraad niet bij.

## Lijst
De zes Hoge Commissarissen voor Sicilië met hun ambstperiode waren:
- Francesco Musotto 30 maart 1944 – 16 juli 1944, Partito Socialista Italiano
- Salvatore Aldisio 17 juli 1944 – 18 april 1946, Democrazia Cristiana
- Igino Coffari 19 april 1946 – 3 augustus 1946, onafhankelijke, met overgang van koninkrijk naar republiek[5]
- Paolo D’Antoni 6 augustus 1946 – 31 oktober 1946, Democrazia Cristiana
- Giovanni Selvaggi 1 november 1946 – 30 mei 1947, Partito Repubblicano Italiano